# Corbara (Francja)
Corbara (kors. A Curbaghja) – miejscowość i gmina we Francji, w regionie Korsyka, w departamencie Górna Korsyka.
Według danych na rok 1990 gminę zamieszkiwały 583 osoby, a gęstość zaludnienia wynosiła 57 osób/km².